# San José de Ceballos
San José de Ceballos är en ort i Mexiko.   Den ligger i kommunen Abasolo och delstaten Guanajuato, i den centrala delen av landet, 280 km väster om huvudstaden Mexico City. San José de Ceballos ligger 1 690 meter över havet och antalet invånare är 104.
Terrängen runt San José de Ceballos är platt åt nordväst, men åt sydost är den kuperad. Runt San José de Ceballos är det ganska tätbefolkat, med 124 invånare per kvadratkilometer. Närmaste större samhälle är Pénjamo, 15,2 km väster om San José de Ceballos. Trakten runt San José de Ceballos består till största delen av jordbruksmark.